# Adolfo Esteban Ascensión
Adolfo Esteban Ascensión (1912 - Madrid, 9 de noviembre de 2007) fue un teniente general (honorífico) del ejército español que ostentó el "título" de último laureado vivo (de la Cruz Laureada de San Fernando) a título individual. A su muerte el Ministerio de Defensa tuvo que decidir que los galardonados con la Medalla Militar se pudieran incorporar a la orden para evitar su desaparición. Quedó esto plasmado en el Real Decreto899/2001, de 27 de julio, BOE de 14 de agosto.

## Historia
Adolfo Esteban Ascensión era capitán de caballería en Bilbao al comienzo de la Guerra Civil Española, estuvo encargado de la defensa de Las Minas (Vizcaya), y fue en esa defensa del año 1937 donde demostró un heroísmo y un compromiso con la lucha cuando arengó a las tropas a defenderse con uñas y dientes del ataque republicano que estaba abrumando a las defensas de los sublevados, este hecho fue más tarde (el 15 de marzo de 1939) estimado como apto para recibir la distinción de la Cruz Laureada de San Fernando.
Según decía la relación sucinta de méritos contraídos para la medalla, los hechos fueron los siguientes:

"El día 27 de mayo de 1937 este Capitán guarnecía, con el Sexto Escuadrón del Regimiento Cazadores de Numancia, en funciones y cometidos propios del Arma de Infantería, la parte más avanzada de la posición de Las Minas (Vizcaya), con una Sección de ametralladoras del mismo Cuerpo, y en las primeras horas de la mañana fue atacada la posición por cuatro batallones y dos compañías marxistas, tomando tal violencia el combate, que el enemigo llegó a cortar las alambradas, y en esta crítica situación, el Capitán Esteban supo conservar y defender su puesto, infundiendo a sus tropas, con su valor admirable, un alto espíritu combativo y una gran moral. No pudiendo contenerse al enemigo con bombas de mano, agotadas éstas ya, cuando parecía inminente e inevitable la pérdida de la posición, a pesar de las bajas sufridas, este Oficial arengó a las tropas que le quedaban, haciéndolas atacar al arma blanca, lanzándose él el primero, con gran bravura y desprecio del peligro, fuera de las trincheras, con cuya conducta tan heroica enardecida la tropa, consiguió rechazar y poner en fuga desordenada al enemigo, al que se le ocasionó un total de trescientas setenta muertos, y salvando de este modo tan crítica situación."
Burgos, 15 de marzo de 1939. III Año Triunfal

## Menciones
El escritor ganador del Nobel de Literatura en 1989, Camilo José Cela, escribió en el libro Laureados de España algunas reseñas sobre los actos de Adolfo Esteban Ascensión.